# Total Productive Maintenance

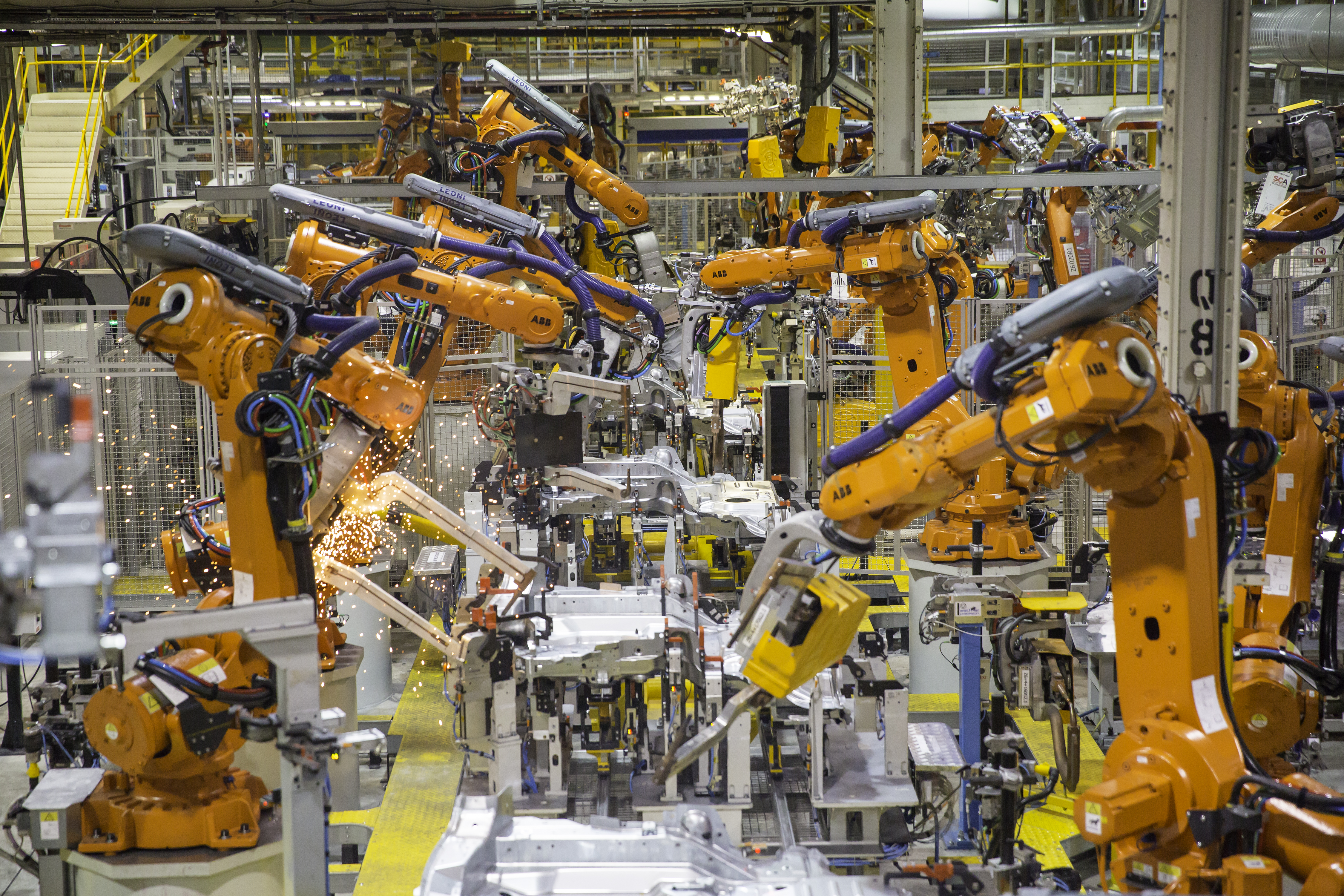
Celem TPM jest zapewnienie maksymalnej efektywności maszyn i urządzeń

Total Productive Maintenance (pol. całkowite produktywne utrzymanie ruchu maszyn) – jedna z metod lean management, służąca zapewnieniu maksymalnej efektywności maszyn i urządzeń. Efektywność ta rozumiana jest jako maksymalne wykorzystanie dostępnego czasu maszyny do produkcji wyrobów dobrej jakości. System TPM wywodzi się z Japonii i polega na obsłudze konserwacyjnej maszyn i urządzeń realizowanej wewnątrz przedsiębiorstwa przez operatorów (autonomiczna konserwacja) i personel utrzymania ruchu (planowa konserwacja). Dzięki odpowiedniemu zorganizowaniu współpracy między utrzymaniem ruchu a produkcją pozwala na poprawę efektywności nawet mocno już wyeksploatowanego parku maszynowego i znaczne zmniejszenie takich zagrożeń ciągłości produkcji jak awarie czy nieplanowane przestoje. Pionierem w zastosowaniu zbioru technik składających się na TPM była japońska firma Denso z grupy Toyoty.

## Opis

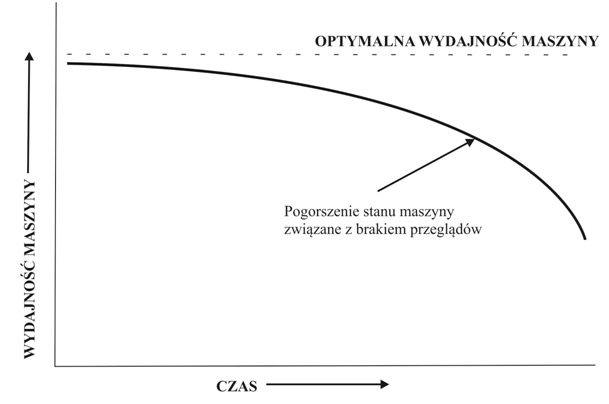
Rys. 1. Wykres obrazujący spadek efektywności wykorzystania maszyny bez odpowiednio przygotowanego systemu przeglądów maszyny.

Głównym celem TPM jest zwiększenie stabilności procesów produkcyjnych, a także wydłużenie okresu eksploatacji i obniżenie kosztów utrzymania maszyn i urządzeń.
Cele TPM realizowane są w dwóch obszarach: człowieka i maszyny. W pierwszym obszarze, zadaniem TPM jest zwiększanie efektywności pracowników poprzez poszerzenie ich umiejętności i wiedzy – co jest równoznaczne ze zwiększeniem ich odpowiedzialności. Pracownicy zgodnie z założeniami stają się bardziej zaangażowani w swoją pracę, potrafią właściwie interpretować zaistniałą sytuację i co za tym idzie samodzielnie podejmować właściwe decyzje. Z perspektywy maszyn działania pracowników powinny koncentrować się na utrzymaniu maszyn i urządzeń w stanie wysokiej dostępności w taki sposób, aby dział utrzymania ruchu otrzymywał od operatorów informacje o stanie całego parku w celu zaplanowania działań. Poprzez dobre poznanie maszyn operatorzy wraz z pracownikami utrzymania ruchu i technologami w celu ułatwienia konserwacji lub usprawnienia maszyn opracowują projekty ulepszeń (pomysły Kaizen). Służby utrzymania ruchu przechodzą z reakcyjnej na predykcyjną obsługę maszyn, dzięki czemu rośnie dostępność maszyn, oraz ich niezawodność, co w bezpośrednio zmniejsza koszty wytwarzania i tym samym powiększa zyski przedsiębiorstwa.

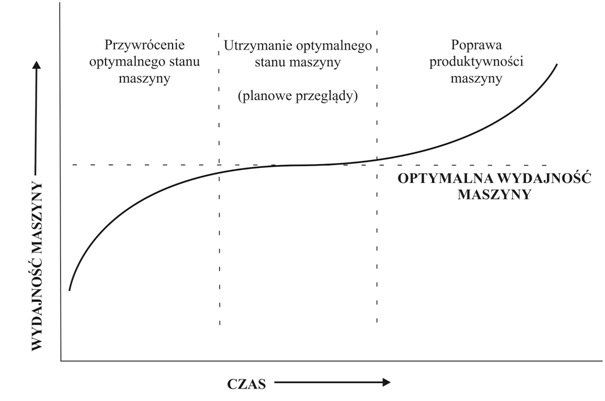
Rys. 2. Wykres obrazujący możliwość poprawy efektywności wykorzystania maszyny przy poprawnie wdrożonym systemie planowych przeglądów oraz działań doskonalących

TPM wychodzi naprzeciw powszechnemu poglądowi, że wyłącznie zakup nowych maszyn przełoży się na poprawę efektywności całego procesu produkcyjnego. W praktyce zakup nowych maszyn zawsze wiąże się z dużymi wydatkami inwestycyjnymi, na które wiele firm nie może sobie pozwolić. Inną możliwością jest poprawa efektywności wykorzystania dostępnego parku maszynowego. Według TPM nowa maszyna nie oznacza natychmiastowej poprawy efektywności. Nowe maszyny, wyposażone w najnowocześniejsze rozwiązania diagnostyczne, bez dobrze zaprojektowanego i realizowanego planu utrzymania ruchu oraz dobrze wyedukowanej załogi bardzo szybko utracą swoją maksymalną efektywność wykorzystania (Rys. 1).
Zupełnie odwrotna sytuacja jest w momencie wdrożenia rozwiązań poprawiających organizację pracy z maszyną. Dobrze zaprojektowany plan utrzymania ruchu oraz dobrze przeszkoleni operatorzy dają fundamenty pod osiągnięcie maksymalnej możliwej efektywności, a w przypadku usprawnień w pracy człowieka z maszyną możliwe jest nawet zwiększenie efektywności od tej, która została założona przez producenta (Rys. 2). Kluczowe zatem jest zwiększanie efektywności wykorzystania maszyn poprzez poprawę organizacji pracy, zaprojektowanie i przestrzegania standardów konserwacji, skuteczny system szkolenia pracowników oraz proces usprawniania pracy (kaizen). To wszystko tworzy system TPM.

## Sześć wielkich strat w TPM
W TPM wyróżnia się sześć wielkich strat (rodzajów marnotrawstwa):
- awarie,
- straty wynikające z przygotowania urządzeń do pracy,
- nastawienia i przezbrojenia,
- pracę maszyn na zwolnionych obrotach,
- mikroprzestoje i bezczynność maszyn,
- braki jakościowe, poprawki i odpad produkcyjny.

Podstawowym wskaźnikiem skuteczności działań TPM jest OEE.

## Filary TPM
- Autonomous Maintenance,
- Planned Maintenance,
- Focus Improvement,
- Education & Training,
- Safety & Environment,
- Logistic,
- Early Management,
- TPM in Office.